# Fuente conmutada

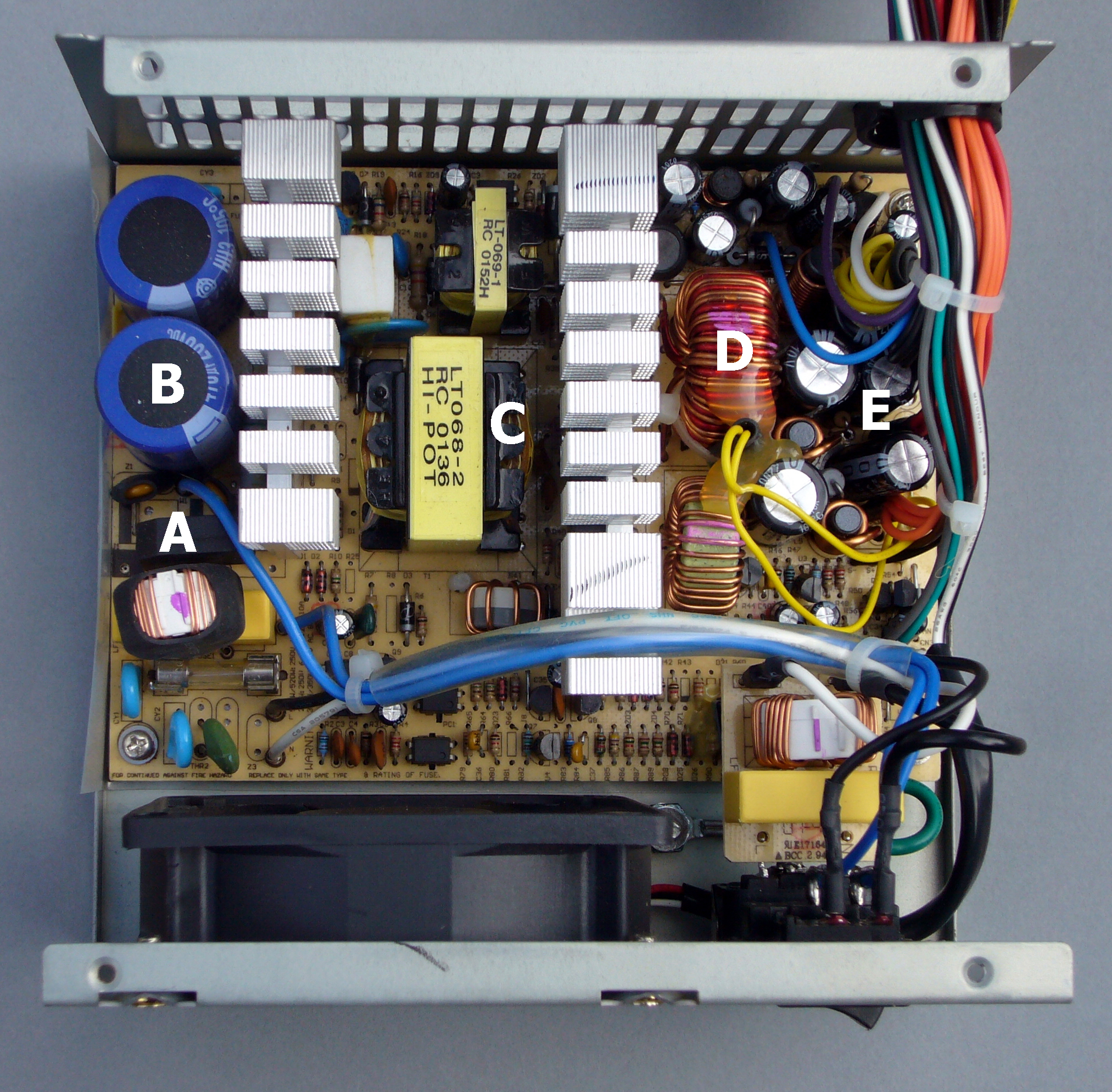
Vista por dentro de una fuente conmutada ATX:
A - Puente rectificador
B - Filtro de entrada, con su Condensador.
Entre B y C: Disipador de los transistores de alta tensión
C - Transformador
Entre C y D: Disipador de los transistores de baja tensión
D - Filtro inductivo de salida, con su bobina o Inductor
E - Condensadores del filtro de salida

Una fuente conmutada es un dispositivo electrónico que transforma energía eléctrica mediante transistores en conmutación. 
Mientras que un regulador de tensión utiliza transistores polarizados en su región activa de amplificación, las fuentes conmutadas utilizan los mismos conmutándolos activamente a altas frecuencias (generalmente, en el rango de 20 a 100  kilohercios) entre corte (abiertos) y saturación (cerrados).

## Clasificación

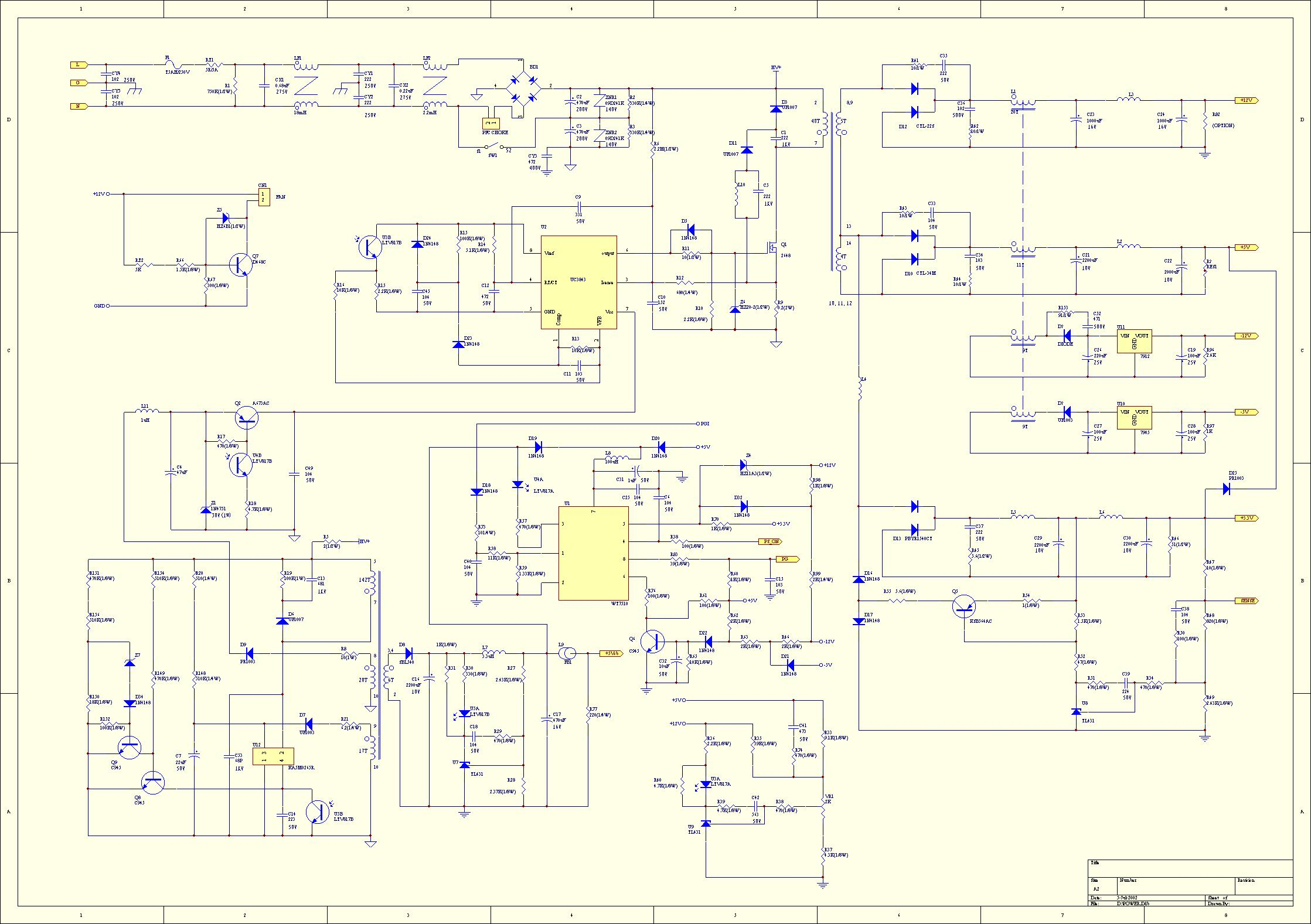
Esquema de una fuente conmutada de un PC

Las fuentes conmutadas pueden ser clasificadas en cuatro tipos:
- alimentación CA, salida CC: rectificador, conmutador, transformador, rectificador de salida, filtro.

(Ej.: fuente de alimentación de ordenador de mesa)
- alimentación CA, salida CA: variador de frecuencia, conversor de frecuencia.

(Ej.: variador de motor)
- alimentación CC, salida CA: inversor

(Ej.: generadores de  220 v a 50 Hz, adecuados para normas europeas a partir de una batería de 12 v)
- alimentación CC, salida CC: conversor de voltaje o de corriente.

(Ej.: cargador de baterías de celulares para auto)

## Comparación entre Fuente de alimentación conmutadas y lineales
Hay dos tipos principales de fuentes de alimentación reguladas disponibles: conmutadas y lineales. Las razones por las cuales elegir un tipo o el otro se pueden resumir como sigue.
- Tamaño y peso – las fuentes de alimentación lineales pesan unos 10 kilos utilizando un transformador que funciona a frecuencia de 50 o 60 Hz. Este transformador de baja frecuencia es varias veces más grande y más pesado que un transformador correspondiente de fuente conmutada, el cual funciona en frecuencias típicas de 50 kHz a 1 MHz. La tendencia de diseño es de utilizar frecuencias cada vez más altas mientras los transistores lo permitan para disminuir el tamaño de los componentes pasivos (condensadores, inductores, transformadores).

- Voltaje de la salida – las fuentes de alimentación lineales regulan la salida usando un voltaje más alto en las etapas previas y luego disipando energía como calor para producir un voltaje más bajo, regulado. Esta caída de voltaje es necesaria y no puede ser eliminada mejorando el diseño. Las fuentes conmutadas pueden producir voltajes de salida que son más bajos que el voltaje de entrada, más altos que el voltaje e incluso inversos al voltaje de entrada, haciéndolos versátiles y mejor adaptables a voltajes de entrada variables.
- Eficiencia, calor, y energía disipada - Una fuente lineal regula el voltaje o la corriente de la salida disipando el exceso de energía como calor, lo cual es ineficaz. Una fuente conmutada usa la señal de control para variar el ancho de pulso, tomando de la alimentación solamente la energía requerida por la carga. En todas las topologías de fuentes conmutadas, se apagan y se encienden los transistores completamente. Así, idealmente, las fuentes conmutadas son 100 % eficientes. El único calor generado se da por las características no ideales de los componentes. Pérdidas en la conmutación en los transistores, resistencia directa de los transistores saturados, resistencia serie equivalente en el inductor y los condensadores, y la caída de voltaje por el rectificador bajan la eficiencia. Sin embargo, optimizando el diseño, la cantidad de energía disipada y calor pueden ser reducidos al mínimo. Un buen diseño puede tener una eficiencia de conversión de 95 %. Típicamente 75-85 % en fuentes de entre 10-50 W. Las fuentes conmutadas más eficientes utilizan rectificación síncrona (transistores Mosfet saturados durante el semiciclo adecuado reemplazando diodos).

- Complejidad - un regulador lineal consiste en última instancia en un transistor de potencia, un CI de regulación de voltaje y un condensador de filtro de ruido. En cambio una fuente conmutada contiene típicamente un CI regulador, uno o varios transistores y diodos de potencia como así también un transformador, inductores, y condensadores de filtro. Múltiples voltajes se pueden generar a partir del mismo núcleo de transformador. Para ello se utiliza el control por ancho de pulso de entrada aunque las diferentes salidas pueden tener dificultades para la regulación de carga. Ambos necesitan una selección cuidadosa de sus transformadores. En las fuentes conmutadas debido al funcionamiento a altas frecuencias las pérdidas en las pistas del circuito impreso por inductancia de perdida y las capacidades parásitas llegan a ser importantes.

- Interferencia por radiofrecuencia - La corriente en las fuentes conmutadas tiene cambios abruptos, y contiene una proporción grande de componentes espectrales de alta frecuencia. Cables o pistas largas entre los componentes pueden reducir la eficacia de alta frecuencia de los filtros a condensadores en la entrada y salida. Esta corriente de alta frecuencia puede generar interferencia electromagnética indeseable. Filtros EMI y blindajes de RF son necesarios para reducir la interferencia. Las fuentes de alimentación lineales no producen generalmente interferencia, y se utilizan para proveer de energía donde la interferencia de radio no debe ocurrir.

- Ruido electrónico en los terminales de salida de fuentes de alimentación lineales baratas con pobre regulación se puede experimentar un voltaje de CA pequeño “montado” sobre la CC de dos veces la frecuencia de alimentación (100/120 ciclos). Esta “ondulación” (ripple en inglés) está generalmente en el orden de varios milivoltios, y puede ser suprimida con condensadores de filtro más grandes o mejores reguladores de voltaje. Este voltaje de CA pequeño puede causar problemas o interferencias en algunos circuitos; por ejemplo, cámaras fotográficas análogas de seguridad alimentadas con este tipo de fuentes pueden tener la modulación indeseada del brillo y distorsiones en el sonido que produce zumbido audible. Las fuentes de alimentación lineales de calidad suprimirán la ondulación mucho mejor. En cambio las fuentes conmutadas no exhiben generalmente la ondulación en la frecuencia de la alimentación, sino salidas generalmente más ruidosas a altas frecuencias. El ruido está generalmente relacionado con la frecuencia de la conmutación.

- Ruido acústico - Las fuentes de alimentación lineales emiten típicamente un zumbido débil, en la baja frecuencia de alimentación, pero esta es raramente audible (la vibración de las bobinas y las chapas del núcleo del transformador suelen ser las causas). Las Fuentes conmutadas con su funcionamiento mucho más alto en frecuencia, no son generalmente audibles por los seres humanos (a menos que tengan un ventilador, como en la mayoría de las computadoras personales). El funcionamiento incorrecto de las fuentes conmutadas puede generar sonidos agudos, ya que genera ruido acústico en frecuencia subarmónico del oscilador.
- Factor de potencia las fuentes lineales tienen bajo factor de potencia porque la energía es obtenida en los picos de voltaje de la línea de alimentación. La corriente en las fuentes conmutadas simples no sigue la forma de onda del voltaje, sino que en forma similar a las fuentes lineales la energía es obtenida solo de la parte más alta de la onda sinusoidal, por lo que su uso cada vez más frecuente en computadoras personales y lámparas fluorescentes se constituyó en un problema creciente para la distribución de energía. Existen fuentes conmutadas con una etapa previa de corrección del factor de potencia que reduce en gran medida este problema y son de uso obligatorio en algunos países particularmente europeos a partir de determinadas potencias.
- Ruido eléctrico sobre la línea de la alimentación principal puede aparecer ruido electrónico de conmutación que puede causar interferencia con equipos de A/V conectados en la misma fase. Las fuentes de alimentación lineales raramente presentan este efecto. Las fuentes conmutadas bien diseñadas poseen filtros a la entrada que minimizan la interferencia causada en la línea de alimentación .

## Topologías
Las fuentes conmutadas existen en diferentes topologías con características particulares en cada una
| Topología                              | Potencia (W) | Eficiencia (típica) | Costo relativo | Tensiones (V) | Aislamiento | Almacenaje de energía        | Relación de tensión                  | Características                                                              |
| -------------------------------------- | ------------ | ------------------- | -------------- | ------------- | ----------- | ---------------------------- | ------------------------------------ | ---------------------------------------------------------------------------- |
| Buck                                   | 0–1000       | 75%                 | 1.0            | 5–1000*       | No          | Inductor Simple              | V salida < V entrada                 | Disminuir Tensión                                                            |
| Boost                                  | 0–150        | 78%                 | 1.0            | 5–600*        | No          | Inductor Simple              | V salida > V entrada                 | Aumentar Tensión                                                             |
| Buck-boost                             | 0–150        | 78%                 | 1.0            | 5–600*        | No          | Inductor Simple              | V salida mayor o menor que V entrada | Permite invertir la salida                                                   |
| Flyback                                | 0–150        | 78%                 | 1.0            | 5–600         | Si          | Transformador                | V salida mayor o menor que V entrada | Salidas Múltiples                                                            |
| Half-Forward                           | 0–250        | 75%                 | 1.2            | 5-500         | Si          | Transformador + inductor     |                                      |                                                                              |
| Forward                                |              |                     |                |               | Si          | Transformador + inductor     |                                      | Salidas Múltiples                                                            |
| Push-Pull                              | 100–1000     | 72%                 | 1.75           | 50–1000       | Si          |                              |                                      |                                                                              |
| Semipuente Half-bridge                 | 0–500        | 72%                 | 1.9            | 50–1000       | Si          |                              |                                      |                                                                              |
| Puente H completo                      | 400–2000     | 69%                 | >2.0           | 50–1000       | Si          |                              |                                      |                                                                              |
| Resonante, conmutada en cruce por cero | >1000        |                     | >2.0           |               |             |                              |                                      |                                                                              |
| Ćuk                                    |              |                     |                |               | No          | Condensador + dos inductores |                                      | -                                                                            |
| SEPIC                                  |              |                     |                |               | No          | Dos inductores               | V salida mayor o menor que V entrada |                                                                              |
| Multiplicador de tensión               | 0.1-1        | 90%                 | 0.2            | 500-100000    | No          | Condensador                  | V salida>>V entrada                  | Los multiplicadores de tensión se utilizan para generar muy altas tensiones. |